# Claude-Casimir Gillet
Claude Casimir Gillet, (Dormans, 19 de maio de 1806 - Alençon, 1 de setembro de 1896) foi um botânico e micólogo francês. Seguindo as pisadas de seu pai, formou-se inicialmente como médico e veterinário.

## Publicações
- Claude-Casimir Gillet, (1893) Agaricinées‎
- Claude-Casimir Gillet, (1879) Les discomycètes, 230 pp
- Gillet CG (1874) Les Hyménomycètes 828pp
- Claude-Casimir Gillet, Jean Henri Magne, (1868) Nouvelle flore française 704pp